# Pierre Juénin
Pierre Juénin, né à Bourg-en-Bresse le 11 décembre 1668 et mort le 11 novembre 1747 à Tournus, est un chanoine et historiographe de la collégiale Saint-Philibert de Tournus. Son œuvre majeure est une histoire de l'abbaye de Tournus.

## Biographie

### Chanoine
Pierre Juénin est issu d'une famille bourgeoise de Bourg-en-Bresse qui comprend notamment des notaires royaux et le théologien oratorien Gaspard Juénin.
Pierre Juénin est né à Bourg-en-Bresse le 11 décembre 1668. Bachelier et maître ès arts en Sorbonne, il devient en 1691 chanoine de la collégiale Saint-Philibert de Tournus, qui n'est alors plus une abbaye depuis 1621. Il en devient chantre en 1734 puis doyen en 1745, fonction qu'il occupe jusqu'à sa mort deux ans plus tard,.
Il préside le bureau de l'Hôtel-Dieu de Tournus, fait reconstruire à ses frais la sacristie, la grille devant le grand autel et la galerie de l'apothicairerie où figuraient ses armoiries,,.

### Érudit local
Pierre Juénin rédige à la fin du XVIIe siècle un texte de 84 pages, resté manuscrit et conservé à la bibliothèque municipale de Tournus, intitulé Dissertation historique sur les actes et le martyre de saint Valérien de Tournus et sur ses reliques. Il y défend l'authenticité des reliques de saint Valérien conservées dans l'église Saint-Philibert de Tournus, affirmant qu'elles n'ont jamais été transportées à Sens, contrairement à la position défendue par le bénédictin mauriste Hugues Mathoud, abbé de Saint-Pierre-le-Vif de Sens,. Ce travail s'inscrit dans une controverse locale dont les chanoines de Saint-Philibert de Tournus ont soin de conserver les traces, faisant faire une copie manuscrite du texte de Juénin.
En 1712, Pierre Juénin accueille à Tournus dom Martène et dom Durand, moines mauristes disciples de Jean Mabillon qui circulent à la recherche de manuscrits, et leur montre les reliques de saint Valérien et de saint Philibert et le trésor de la collégiale,. En 1718, il reçoit de même le chanoine dijonnais Philibert Papillon, érudit local comme lui, auprès de qui il insiste sur les erreurs commises par Pierre-François Chifflet dans son Histoire de l'abbaye royale et de la ville de Tournus,.

### Historiographe

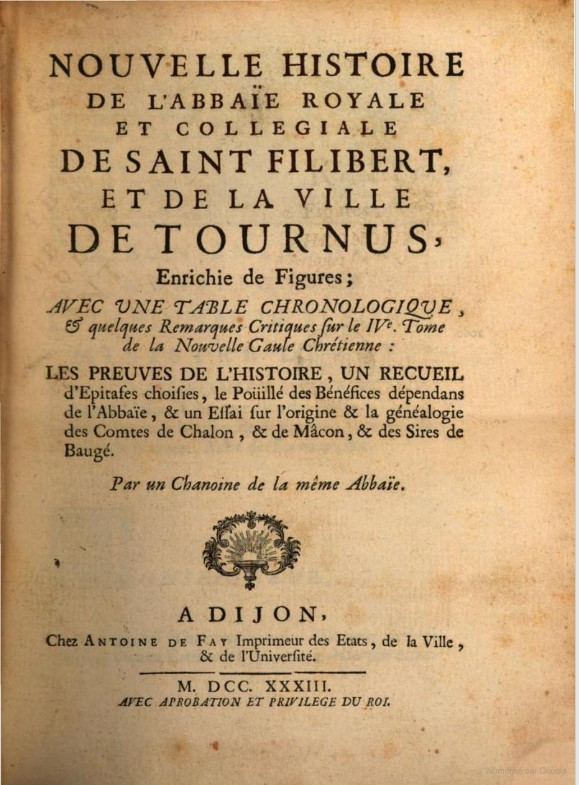
Page de titre de Nouvelle histoire de l'abbaïe royale et collégiale de Saint-Filibert et de la ville de Tournus, Dijon, 1733.

En 1715, le cardinal de Fleury devient abbé commendataire de Saint-Philibert de Tournus et commande à Pierre Juénin une chronique de l'abbaye. Pierre Juénin devient ainsi l'un des principaux historiens de l'abbaye Saint-Philibert de Tournus en publiant une Nouvelle Histoire de l'abbaye royale et collégiale Saint-Filibert et de la ville de Tournus. Cet ouvrage poursuit une série de monographies sur cette abbaye, en particulier l'Histoire de l'abbaye royale et de la ville de Tournus de Pierre-François Chifflet, parue en 1664.
L'ouvrage de Pierre Juénin paraît d'abord en deux volumes, à Dijon, chez l'imprimeur Antoine Faÿ. Cette première édition, aujourd'hui introuvable, est remplacée en 1733 par une réédition en un seul volume in-4°, imprimée par le même imprimeur. Juénin y critique l'ouvrage de Chifflet, mais adopte le même plan que lui : un récit chronologique puis des listes, chronologiques elles aussi, des abbés de Tournus. Le second tome, intitulé « Preuves » rassemble, comme Chifflet, des documents, à propos desquels il souligne les erreurs de transcription de Chifflet. Ces documents restent fondamentaux pour l'étude de l'histoire de Tournus,. Le cardinal de Fleury adresse à Juénin ses félicitations pour la publication de son livre, qui est ensuite cité dans l'Encyclopédie et conservé dans les grandes bibliothèques de Bourgogne.
Acteur important de la vie religieuse de Tournus, Pierre Juénin est également inséré dans les réseaux d'érudition de son époque. En critiquant le jésuite bollandiste Chifflet, il imite les bénédictins mauristes avec qui il est en relation. Son goût pour l'érudition se retrouve se retrouve chez de nombreux chanoines de son époque, dont l'œuvre est souvent méconnue.
Pierre Juénin rédige son testament le 1er avril 1747,. Il laisse ses biens à deux neveux, Pierre Gronier, prieur de Chaspignac et François Juénin, bourgeois de Bourg-en-Bresse, ainsi qu'aux hospices de Tournus,. Les imprimés de la Nouvelle histoire de l'abbaïe royale et collégiale de Saint-Filibert vont à Pierre Grosnier, mais il lègue sa bibliothèque personnelle au chapitre de Saint-Philibert de Tournus. Ce sont surtout des ouvrages d'histoire et de droit, y compris des livres jansénistes,. Il meurt  à Tournus le 11 novembre 1747,.

## Œuvres
- Dissertation historique sur les actes et le martyre de saint Valérien de Tournus et sur ses reliques (manuscrit)[2],[5].
- Nouvelle histoire de l'abbaïe royale et collégiale de Saint-Filibert et de la ville de Tournus, Dijon, Antoine de Fay, 1733, in-4° (lire en ligne)[2],[14].

## Héraldique
D'azur à un dextrochère d'or tenant trois fleurs de narcisse d'argent.